# Liga ABC MEX
La Liga ABC MEX se une a la Liga Mexicana de Baloncesto Profesional Femenil (LMBPF), la Liga Nacional de Baloncesto Profesional Femenil (LNBP) y la Liga de Basquetbol Estatal de Chihuahua (LBE), como opciones para las mujeres para integrarse a un circuito profesional.
La Liga ABC MEX comenzará los días 5 y 6 de agosto de 2023 con 76 días de competencia, donde estarán presentes los siguientes equipos: Atléticas de Monterrey, Algodoneras de la Comarca, Aztks del Estado de México, Barreteras de Zacatecas, Bujías de Aguascalientes, Centauros de Chihuahua, Escaramuzas de Jalisco, Marineras de Puerto Vallarta, Plebes de Mazatlán y Stars de Santiago.

## Historia
La tarde del sábado 21 de enero de 2023 fue presentada, en Zacatecas, de manera oficial a los medios de comunicación y afición, la Asociación de Básquetbol de Clubes Mexicanos (ABC MEX) con nueve clubes y dos academias. La asociación busca ofrecer una alternativa profesional para las jugadoras mexicanas, ofrecer espectáculo y desarrollar el talento nacional de manera estructurada.
En palabras de Alejandro Garza, presidente de ABC MEX, es “un proyecto integral de basquetbol, enfocado a constituir y conceptualizar diferentes componentes en este deporte y llevarlos a la acción con la implementación en pro del baloncesto mexicano”. Con ello, buscan impulsar el desarrollo de jugadores con estrategias acorde a sus necesidades y contribuir a fortalecer el tejido social de su estado.

## Fundación
El nacimiento de este circuito se da con la participación de ocho exintegrantes de la LMBPF: Atléticas de Monterrey, Algodoneras de la Comarca, Aztks del Estado de México, Barreteras de Zacatecas, Escaramuzas de Jalisco, Marineras de Puerto Vallarta, Plebes de Mazatlán y Stars de Santiago (antes Regias), así como un integrante de la LBE, Centauros de Chihuahua.
Tras llevarse a cabo el segundo Congreso Gerencial de la Liga ABC, se confirmó la integración del equipo Bujías de Aguascalientes para la campaña 2023.
| Liga ABC MEX 2023            |                                |
| Equipo                       | Sede                           |
| Atléticas de Monterrey       | Monterrey, Nuevo León          |
| Algodoneras de la Comarca    | Torreón, Coahuila              |
| Aztks del Estado de México   | Tlalnepantla, Estado de México |
| Barreteras de Zacatecas      | Guadalupe, Zacatecas           |
| Bujías de Aguascalientes     | Aguascalientes, Aguascalientes |
| Centauros de Chihuahua       | Chihuahua, Chihuahua           |
| Escaramuzas de Jalisco       | Sayula, Jalisco                |
| Marineras de Puerto Vallarta | Puerto Vallarta, Jalisco       |
| Plebes de Mazatlán           | Mazatlán, Sinaloa              |
| Stars de Santiago            | Santiago, Nuevo León           |

Para más detalles sobre la primera temporada, véase: Liga ABC MEX 2023.

## Equipos Temporada 2024
| Liga ABC MEX 2024          |                                |
| Equipo                     | Sede                           |
| Conferencia Norte          |                                |
| Algodoneras de la Comarca  | Torreón, Coahuila              |
| Barreteras de Zacatecas    | Guadalupe, Zacatecas           |
| Lobas de Saltillo          | Saltillo, Coahuila             |
| Pioneras de Delicias       | Delicias, Chihuahua            |
| Plebes de Mazatlán         | Mazatlán, Sinaloa              |
| Conferencia Sur            |                                |
| Aztks del Estado de México | Tlalnepantla, Estado de México |
| Blueskas CDMX              | Ciudad de México               |
| Leonas de Hidalgo          | Pachuca, Hidalgo               |
| Escaramuzas de Jalisco     | Guadalajara, Jalisco           |
| Purépechas de Michoacán    | Morelia, Michoacán             |

## Palmarés
| Temporada | Campeón                    | Entrenador     | Serie | Subcampeón            | Entrenador    |
| --------- | -------------------------- | -------------- | ----- | --------------------- | ------------- |
| 2023      | Aztks del Estado de México | Manuel Urrutia | 3-0   | Stars de Santiago     | Jaime Bosques |
| 2024      | Aztks del Estado de México | Manuel Urrutia | 3-2   | Lobas SLW de Saltillo | Héctor Santos |